# Флаг Новопавловского сельского поселения (Краснодарский край)
Флаг муниципального образования Новопа́вловское сельское поселение Белоглинского района Краснодарского края Российской Федерации — опознавательно-правовой знак, служащий официальным символом муниципального образования.
Флаг утверждён 16 июня 2011 года решением Совета Новопавловского сельского поселения № 29 § 2 и внесён в Государственный геральдический регистр Российской Федерации с присвоением регистрационного номера 6991.

## Описание
«Прямоугольное полотнище с отношением ширины к длине 2:3, воспроизводящее композицию герба Новопавловского сельского поселения Белоглинского района в синем, зелёном и жёлтом цветах».
Геральдическое описание герба гласит: «В зелёном поле с лазоревой главой обременённой выходящим солнцем (без изображения лица) два столба сопровождаемые в зелени, положенные в пояс тремя соцветиями подсолнечника; все фигуры золотые».

## Обоснование символики
Флаг языком символов и аллегорий отражает исторические, культурные и экономические особенности сельского поселения.
Сельское поселение Новопавловское расположено в восточной части Краснодарского края, на что во флаге аллегорически указывает изображение восходящего солнца. Солнце, дающее жизнь всему сущему на земле, символизирует тепло и свет.
Бескрайние поля и хлебные нивы поселения аллегорически показаны попеременно вертикальными жёлтыми и зелёными полосами.
Изображение соцветий подсолнечника отражает одно из основных направлений экономического развития поселения — выращивание и переработку подсолнечника. Три соцветия подсолнечника аллегорически указывают на три населённых пункта в составе поселения: административный центр поселения — село Новопавловка, село Кулешовка и хутор Меклета.
Синяя полоса полотнища аллегорически указывает на реку Меклета, протекающую через земли поселения.
Синий цвет полотнища символизирует безупречность, добродетель, возвышенные устремления, волю, чистое небо.
Жёлтый цвет полотнища символизирует величие, богатство и процветание, прочность, достаток.
Зелёные полосы аллегорически указывают на развитие растениеводства в поселении, а также символизируют природу, плодородие, жизнь, надежду и здоровье.